# Meterana decorata
Meterana decorata är en fjärilsart som beskrevs av Alfred Philpott 1905. Meterana decorata ingår i släktet Meterana och familjen nattflyn. Inga underarter finns listade i Catalogue of Life.